# Pahola
Pahola is een bestuurslaag in het regentschap West-Soemba van de provincie Oost-Nusa Tenggara, Indonesië. Pahola telt 1182 inwoners (volkstelling 2010).